# Lijst van Tweede Kamerleden 1886-1887
Lijst van Tweede Kamerleden 1886-1887 geeft een overzicht van de leden van de Nederlandse Tweede Kamer in de periode tussen de algemene verkiezingen van 1886 en de algemene verkiezingen van 1887. De zittingsperiode van de Tweede Kamer ging in op 14 juli 1886 en eindigde op 16 augustus 1887 door ontbinding van de Tweede Kamer.
De Tweede Kamer telde 86 leden, die gekozen werden in 43 districten. Zij werden gekozen voor een termijn van vier jaar; om de twee jaar werd de helft van de Tweede Kamer vernieuwd.
| Naam                                   | partij/groepering | district         | begindatum        | einddatum        | refs   |
| -------------------------------------- | ----------------- | ---------------- | ----------------- | ---------------- | ------ |
| Jan van Alphen                         | ARP               | Almelo           | 14 juli 1886      | 16 augustus 1887 | [ 2 ]  |
| Titus van Asch van Wijck               | ARP               | Zwolle           | 14 juli 1886      | 16 augustus 1887 | [ 3 ]  |
| Frederik van Aylva van Pallandt        | ARP               | Tiel             | 14 juli 1886      | 16 augustus 1887 | [ 4 ]  |
| Antonius van Baar                      | bahlmannianen     | Eindhoven        | 14 juli 1886      | 16 augustus 1887 | [ 5 ]  |
| Bernardus Bahlmann                     | bahlmannianen     | Tilburg          | 14 juli 1886      | 16 augustus 1887 | [ 6 ]  |
| Willem de Beaufort                     | LU                | Amsterdam        | 14 juli 1886      | 16 augustus 1887 | [ 7 ]  |
| Gerard Beelaerts van Blokland          | ARP               | Tiel             | 14 juli 1886      | 16 augustus 1887 | [ 8 ]  |
| Arnoldus van Berckel                   | schaepmannianen   | Delft            | 19 juli 1886      | 16 augustus 1887 | [ 9 ]  |
| Jan van den Biesen                     | schaepmannianen   | Breda            | 14 juli 1886      | 16 augustus 1887 | [ 10 ] |
| Pieter Blussé van Oud-Alblas           | LU                | Deventer         | 14 juli 1886      | 19 mei 1887      | [ 11 ] |
| Allard van der Borch van Verwolde      | ARP               | Zevenbergen      | 14 juli 1886      | 16 augustus 1887 | [ 12 ] |
| Ferdinand Borret                       | bahlmannianen     | Tilburg          | 14 juli 1886      | 16 augustus 1887 | [ 13 ] |
| Hubert Brouwers                        | bahlmannianen     | Roermond         | 20 juli 1886      | 16 augustus 1887 | [ 14 ] |
| Jacob de Bruijn Kops                   | LU                | Alkmaar          | 14 juli 1886      | 16 augustus 1887 | [ 15 ] |
| Age Buma                               | LU                | Sneek            | 14 juli 1886      | 16 augustus 1887 | [ 16 ] |
| Johan Buteux                           | LU                | Middelburg       | 14 juli 1886      | 16 augustus 1887 | [ 17 ] |
| Frederik van Bylandt                   | ARP               | Amersfoort       | 14 juli 1886      | 16 augustus 1887 | [ 18 ] |
| Jean Clercx                            | bahlmannianen     | Boxmeer          | 14 juli 1886      | 16 augustus 1887 | [ 19 ] |
| Jan Corver Hooft                       | conservatieven    | Almelo           | 14 juli 1886      | 16 augustus 1887 | [ 20 ] |
| Jacob Cremer                           | LU                | Amsterdam        | 14 juli 1886      | 16 augustus 1887 | [ 21 ] |
| Eppo Cremers                           | LU                | Zuidhorn         | 14 juli 1886      | 16 augustus 1887 | [ 22 ] |
| Alexander van Dedem                    | ARP               | Zwolle           | 14 juli 1886      | 16 augustus 1887 | [ 23 ] |
| Willem van Dedem                       | LU                | Hoorn            | 14 juli 1886      | 16 augustus 1887 | [ 24 ] |
| Albertus van Delden                    | LU                | Deventer         | 14 juli 1886      | 16 augustus 1887 | [ 25 ] |
| Pieter van Diggelen                    | LU                | Sneek            | 8 november 1886   | 16 augustus 1887 | [ 26 ] |
| Herman Dijckmeester                    | LU                | Deventer         | 23 juni 1887      | 16 augustus 1887 | [ 27 ] |
| Jan Fabius                             | ARP               | Delft            | 14 juli 1886      | 23 maart 1887    | [ 28 ] |
| Jan Fabius                             | ARP               | Delft            | 19 april 1887     | 16 augustus 1887 | [ 28 ] |
| Antonie Farncombe Sanders              | LU                | Haarlem          | 14 juli 1886      | 16 augustus 1887 | [ 29 ] |
| Warmold van der Feltz                  | LU                | Assen            | 14 juli 1886      | 16 augustus 1887 | [ 30 ] |
| Barthold de Geer van Jutphaas          | ARP               | Gorinchem        | 14 juli 1886      | 16 augustus 1887 | [ 31 ] |
| Jan van Gennep                         | LU                | Rotterdam        | 14 juli 1886      | 16 augustus 1887 | [ 32 ] |
| Adriaan Gildemeester                   | LU                | Amsterdam        | 14 juli 1886      | 16 augustus 1887 | [ 33 ] |
| Johan Gleichman                        | LU                | Amsterdam        | 14 juli 1886      | 16 augustus 1887 | [ 34 ] |
| Karel Godin de Beaufort                | ARP               | Gouda            | 14 juli 1886      | 16 augustus 1887 | [ 35 ] |
| Gerardus Goekoop                       | LU                | Brielle          | 14 juli 1886      | 16 augustus 1887 | [ 36 ] |
| Hendrik Goeman Borgesius               | LU                | Winschoten       | 14 juli 1886      | 16 augustus 1887 | [ 37 ] |
| Henri van der Goes van Dirxland        | LU                | 's-Gravenhage    | 14 juli 1886      | 16 augustus 1887 | [ 38 ] |
| Lodewijk Greeve                        | LU                | 's-Gravenhage    | 14 juli 1886      | 16 augustus 1887 | [ 39 ] |
| Leopold Haffmans                       | bahlmannianen     | Boxmeer          | 14 juli 1886      | 16 augustus 1887 | [ 40 ] |
| Abraham Hartogh                        | LU                | Amsterdam        | 14 juli 1886      | 16 augustus 1887 | [ 41 ] |
| Bernardus Heldt                        | LU                | Sneek            | 14 juli 1886      | 16 augustus 1887 | [ 42 ] |
| Samuel van Houten                      | LU                | Groningen        | 14 juli 1886      | 16 augustus 1887 | [ 43 ] |
| Ulrich Huber                           | ARP               | Gouda            | 14 juli 1886      | 16 augustus 1887 | [ 44 ] |
| Willem van der Kaay                    | LU                | Alkmaar          | 14 juli 1886      | 16 augustus 1887 | [ 45 ] |
| Jacob van Kerkwijk                     | LU                | Zierikzee        | 29 september 1886 | 16 augustus 1887 | [ 46 ] |
| Levinus Keuchenius                     | ARP               | Amersfoort       | 14 juli 1886      | 16 augustus 1887 | [ 47 ] |
| Egbert Kielstra                        | LU                | Dokkum           | 14 juli 1886      | 16 augustus 1887 | [ 48 ] |
| Herman Kist                            | LU                | Amsterdam        | 14 juli 1886      | 16 augustus 1887 | [ 49 ] |
| Maximilien Kolkman                     | schaepmannianen   | Nijmegen         | 14 juli 1886      | 16 augustus 1887 | [ 50 ] |
| Jerôme Lambrechts                      | bahlmannianen     | Roermond         | 14 juli 1886      | 16 augustus 1887 | [ 51 ] |
| Franciscus Lieftinck                   | LU                | Leeuwarden       | 14 juli 1886      | 16 augustus 1887 | [ 52 ] |
| Gijsbertus van der Linden              | LU                | Dordrecht        | 14 juli 1886      | 16 augustus 1887 | [ 53 ] |
| Æneas Mackay                           | ARP               | Utrecht          | 14 juli 1886      | 16 augustus 1887 | [ 54 ] |
| Theodoor Mackay                        | ARP               | Hilversum        | 14 juli 1886      | 16 augustus 1887 | [ 55 ] |
| Rudolf Mees                            | LU                | Rotterdam        | 14 juli 1886      | 16 augustus 1887 | [ 56 ] |
| Jan Meesters                           | LU                | Steenwijk        | 14 juli 1886      | 16 augustus 1887 | [ 57 ] |
| Willem de Meijier                      | LU                | Haarlem          | 14 juli 1886      | 16 augustus 1887 | [ 58 ] |
| Joannes van Osenbruggen                | LU                | Dordrecht        | 14 juli 1886      | 16 augustus 1887 | [ 59 ] |
| Sebastiaan de Ranitz                   | LU                | Zutphen          | 14 juli 1886      | 16 augustus 1887 | [ 60 ] |
| Frederic Reekers                       | schaepmannianen   | Haarlemmermeer   | 14 juli 1886      | 16 augustus 1887 | [ 61 ] |
| Anthonie Reuther                       | bahlmannianen     | Nijmegen         | 14 juli 1886      | 16 augustus 1887 | [ 62 ] |
| Willem Rooseboom                       | LU                | Arnhem           | 14 juli 1886      | 16 augustus 1887 | [ 63 ] |
| Gustave Ruijs de Beerenbrouck          | bahlmannianen     | Maastricht       | 14 juli 1886      | 16 augustus 1887 | [ 64 ] |
| Derk de Ruiter Zijlker                 | LU                | Appingedam       | 14 juli 1886      | 16 augustus 1887 | [ 65 ] |
| Leonard Ruland                         | bahlmannianen     | Maastricht       | 20 juli 1886      | 16 augustus 1887 | [ 66 ] |
| Jan Rutgers van Rozenburg              | LU                | Amsterdam        | 14 juli 1886      | 16 augustus 1887 | [ 67 ] |
| Alexander de Savornin Lohman           | ARP               | Goes             | 14 juli 1886      | 16 augustus 1887 | [ 68 ] |
| Herman Schaepman                       | schaepmannianen   | Breda            | 14 juli 1886      | 16 augustus 1887 | [ 69 ] |
| Jan Schepel                            | LU                | Appingedam       | 14 juli 1886      | 16 augustus 1887 | [ 70 ] |
| Alexander Schimmelpenninck van der Oye | ARP               | Goes             | 14 juli 1886      | 16 augustus 1887 | [ 71 ] |
| Jan Schimmelpenninck van der Oye       | ARP               | Utrecht          | 14 juli 1886      | 16 augustus 1887 | [ 72 ] |
| Pierre van der Schrieck                | bahlmannianen     | 's-Hertogenbosch | 14 juli 1886      | 16 augustus 1887 | [ 73 ] |
| Hendrik Seret                          | ARP               | Gorinchem        | 14 juli 1886      | 16 augustus 1887 | [ 74 ] |
| Philipe van der Sleyden                | LU                | Arnhem           | 14 juli 1886      | 1 november 1886  | [ 75 ] |
| Philipe van der Sleyden                | LU                | Arnhem           | 29 november 1886  | 16 augustus 1887 | [ 75 ] |
| Johannes Smeele                        | bahlmannianen     | Leiden           | 21 juli 1886      | 16 augustus 1887 | [ 76 ] |
| Harm Smeenge                           | LU                | Assen            | 14 juli 1886      | 16 augustus 1887 | [ 77 ] |
| Arie Smit                              | LU                | Middelburg       | 14 juli 1886      | 16 augustus 1887 | [ 78 ] |
| Petrus Vermeulen                       | bahlmannianen     | Eindhoven        | 14 juli 1886      | 16 augustus 1887 | [ 79 ] |
| Herman Verniers van der Loeff          | LU                | Rotterdam        | 14 juli 1886      | 16 augustus 1887 | [ 80 ] |
| Willem Viruly Verbrugge                | LU                | Rotterdam        | 14 juli 1886      | 16 augustus 1887 | [ 81 ] |
| Dirk Visser van Hazerswoude            | LU                | Hoorn            | 14 juli 1886      | 16 augustus 1887 | [ 82 ] |
| Antonius Vos de Wael                   | schaepmannianen   | 's-Hertogenbosch | 14 juli 1886      | 16 augustus 1887 | [ 83 ] |
| Jan de Vos van Steenwijk               | LU                | Winschoten       | 14 juli 1886      | 16 augustus 1887 | [ 84 ] |
| Otto van Wassenaer van Catwijck        | ARP               | Leiden           | 14 juli 1886      | 16 augustus 1887 | [ 85 ] |
| Wilco van Welderen Rengers             | LU                | Dokkum           | 14 juli 1886      | 16 augustus 1887 | [ 86 ] |
| Jan Willink                            | LU                | Zutphen          | 14 juli 1886      | 16 augustus 1887 | [ 87 ] |
| Schelte Wybenga                        | LU                | Sneek            | 14 juli 1886      | 9 september 1886 | [ 88 ] |
| Johannes Zaaijer                       | LU                | Leeuwarden       | 14 juli 1886      | 16 augustus 1887 | [ 89 ] |

1815-1818 ·
1818-1821 ·
1821-1824 ·
1824-1827 ·
1827-1830 ·
1830-1833 ·
1833-1836 ·
1836-1839 ·
1839-1842 ·
1842-1845 ·
1845-1848 ·
1848-1849 ·
1849-1850 ·
1850-1852 ·
1852-1853 ·
1853-1854 ·
1854-1856 ·
1856-1858 ·
1858-1860 ·
1860-1862 ·
1862-1864 ·
1864-1866 ·
1866 (sep) ·
1866-1868 ·
1868-1869 ·
1869-1871 ·
1871-1873 ·
1873-1875 ·
1875-1877 ·
1877-1879 ·
1879-1881 ·
1881-1883 ·
1883-1884 ·
1884-1886 ·
1886-1887 ·
1887-1888 ·
1888-1891 ·
1891-1894 ·
1894-1897 ·
1897-1901 ·
1901-1905 ·
1905-1909 ·
1909-1913 ·
1913-1917 ·
1917-1918 ·
1918-1922 ·
1922-1925 ·
1925-1929 ·
1929-1933 ·
1933-1937 ·
1937-1946 ·
1946-1948 ·
1948-1952 ·
1952-1956 ·
1956-1959 ·
1959-1963 ·
1963-1967 ·
1967-1971 ·
1971-1972 ·
1972-1977 ·
1977-1981 ·
1981-1982 ·
1982-1986 ·
1986-1989 ·
1989-1994 ·
1994-1998 ·
1998-2002 ·
2002-2003 ·
2003-2006 ·
2006-2010 ·
2010-2012 ·
2012-2017 ·
2017-2021 ·
2021-2023 ·
2023-heden
Overzicht historische zetelverdeling